# Bárbara Lennie
Bárbara Lennie Holguín (Madrid, 20 de abril de 1984) es una actriz y productora española que ha recibido cinco nominaciones en los Premios Goya, obteniendo el galardón por su interpretación en Magical Girl (2014).

## Biografía
Bárbara Lennie Holguín nació el 20 de abril de 1984 en Madrid (España). A muy corta edad se trasladó junto a su familia a Buenos Aires (Argentina), donde vivió hasta los seis años, para luego regresar nuevamente a España en 1990. Se licenció en Interpretación por la Real Escuela Superior de Arte Dramático.
Mantuvo una relación sentimental con el actor Israel Elejalde, al que conoció en 2009 durante el montaje de la obra teatral La función por hacer, y con el que estuvo hasta 2016. En abril de 2017 confirmó su relación con el músico y director Diego Postigo, expareja de Bimba Bosé, junto al que tuvo a su primera hija en noviembre de 2022.

## Trayectoria
Durante sus primeros años en el mundo de la interpretación protagonizó las películas Dictado, Todas las canciones hablan de mí, Mujeres en el parque, La bicicleta, Todos los días son tuyos y Más pena que gloria, en la que debutó con solo quince años. Aunque cabe destacar su papel protagonista en la cinta Obaba (2005) interpretando a Lourdes, por la que fue nominada a los Premios Goya como mejor actriz revelación. Debutó en televisión con la serie Cuenta atrás.
En los posteriores años, trabajó con Emilio Martínez Lázaro en Las trece rosas (2007), y con Pedro Almodóvar en La piel que habito (2011). Durante ese tiempo, también hizo un pequeño papel en Águila Roja y se incorporó a la quinta temporada de Amar en tiempos revueltos (2009-2010), en el papel de Rosa Fernández, una ambiciosa aspirante a actriz. En 2012 formó parte del reparto de la serie histórica de TVE, Isabel.
En 2014 fue doble candidata en los Premios Goya por El Niño como mejor actriz de reparto y por Magical Girl en la categoría de mejor actriz protagonista, ganando esta última. Años después, ganó en los Premios Feroz y optó nuevamente a los Premios Goya por su actuación protagonista en la película María (y los demás) de Nely Reguera.
En 2017 interpretó a Laura Vidal en la aclamada cinta Contratiempo de Oriol Paulo, que recaudó más de treinta millones de euros en su paso por los cines. En esos años participó en otras películas indies como Oro de Agustín Díaz Yanes, Una especie de familia de Diego Lerman, La enfermedad del domingo de Ramón Salazar, Petra de Jaime Rosales y El reino de Rodrigo Sorogoyen.
Más adelante participó como protagonista en la serie original de Netflix El desorden que dejas, con el papel de Viruca Ferreiro, una profesora que es asesinada en un pueblo gallego en extrañas circunstancias. Ese mismo año, fue la creadora y productora, junto con Irene Escolar, de la serie Escenario 0 para HBO España.
En 2022 se puso de nuevo bajo las órdenes de Oriol Paulo para interpretar a Alice Gould en la película Los renglones torcidos de Dios, por la que recibió su quinta nominación en los Premios Goya y la tercera en la categoría de mejor interpretación femenina protagonista. También participó en otras producciones como El agua de Elena López Riera, El suplente de Diego Lerman y Las chicas están bien de Itsaso Arana.

## Filmografía

### Cine
| Año  | Título                                   | Personaje               | Notas        |
| ---- | ---------------------------------------- | ----------------------- | ------------ |
| 2001 | Más pena que gloria                      | Gloria                  |              |
| 2005 | Obaba                                    | Lourdes                 |              |
| 2005 | Los que sueñan despiertos                | Laura                   | Cortometraje |
| 2006 | Mujeres en el parque                     | Mónica                  |              |
| 2006 | La bicicleta                             | Julia                   |              |
| 2007 | Las trece rosas                          | Dionisia Manzanero      |              |
| 2007 | Todos los días son tuyos                 | María                   |              |
| 2009 | Los condenados                           | Silvia                  |              |
| 2010 | Todas las canciones hablan de mí         | Andrea                  |              |
| 2011 | La piel que habito                       | Cristina                |              |
| 2012 | Miel de naranjas                         | Ana                     |              |
| 2012 | Dictado                                  | Laura                   |              |
| 2014 | Murieron por encima de sus posibilidades | Negociadora             |              |
| 2014 | Magical girl                             | Bárbara                 |              |
| 2014 | El Niño                                  | Eva                     |              |
| 2014 | Stella Cadente                           | Reina María Victoria    |              |
| 2015 | El apóstata                              | Maite                   |              |
| 2016 | Las furias                               | Julia                   |              |
| 2016 | Contratiempo                             | Laura Vidal             |              |
| 2016 | María (y los demás)                      | María Funes             |              |
| 2017 | Oro                                      | Doña Ana                |              |
| 2017 | Una especie de familia                   | Malena                  |              |
| 2018 | El reino                                 | Amaia Marín             |              |
| 2018 | Todos lo saben                           | Bea                     |              |
| 2018 | Petra                                    | Petra                   |              |
| 2018 | La enfermedad del domingo                | Chiara                  |              |
| 2022 | Los renglones torcidos de Dios           | Alice Gould de Almenara |              |
| 2022 | El agua                                  | Isabella                |              |
| 2022 | El suplente                              | Mariela                 |              |
| 2023 | Las chicas están bien                    | Bárbara                 |              |
| 2024 | Verano en diciembre                      | Carmen                  |              |
| 2025 | Los tigres                               | Estrella                |              |
| 2026 | Amarga Navidad                           | Elsa                    |              |

### Televisión
| Año         | Título                    | Personaje                         | Notas                                         |
| ----------- | ------------------------- | --------------------------------- | --------------------------------------------- |
| 2007 – 2008 | Cuenta atrás              | Leonor «Leo» Marín                | Elenco principal; 29 episodios                |
| 2009 – 2010 | Amar en tiempos revueltos | Rosa Fernández                    | Elenco principal (temporada 5); 271 episodios |
| 2009; 2015  | Águila Roja               | Cristina Hernando / Micaela       | 2 episodios                                   |
| 2012 – 2013 | Isabel                    | Juana de Portugal / Juana de Avis | Elenco principal (temporada 1); 12 episodios  |
| 2013        | Balas perdidas            | Katie                             | Episodio piloto                               |
| 2017        | El incidente              | Ana                               | Elenco principal (miniserie)                  |
| 2020        | Escenario 0               | Barbara                           | Productora; episodio: «Hermanas»              |
| 2020        | El desorden que dejas     | Elvira «Viruca» Ferreiro Martínez | Elenco principal; 8 episodios                 |

### Teatro
- Trío en mi bemol (2008-2009), como Ella.
- La función por hacer (2009-2013), como Mujer.
- Veraneantes (2011-2012), como Bárbara.
- Las criadas (2012-2013), como Clara.
- Breve ejercicio para sobrevivir (2013)
- Misántropo (2013-2014)
- La clausura del amor (2015-2017)
- El tratamiento (2018-2019)
- Hermanas (2018-2019)
- 3 Annonciations (2020-2022)
- Los Farsantes (2022)

## Premios y nominaciones
| Año  | Categoría                                  | Trabajo nominado    | Resultado | Ref.  |
| ---- | ------------------------------------------ | ------------------- | --------- | ----- |
| 2005 | Mejor actriz revelación                    | Obaba               | Nominada  | [ 4 ] |
| 2014 | Mejor interpretación femenina protagonista | Magical Girl        | Ganadora  | [ 7 ] |
| 2014 | Mejor interpretación femenina de reparto   | El Niño             | Nominada  | [ 7 ] |
| 2016 | Mejor interpretación femenina protagonista | María (y los demás) | Nominada  | [ 8 ] |
| 2023 | Los renglones torcidos de Dios             | Nominada            | [ 13 ]    |       |

| Año  | Categoría            | Trabajo nominado | Resultado | Ref.   |
| ---- | -------------------- | ---------------- | --------- | ------ |
| 2018 | Mejor actriz europea | Petra            | Nominada  | [ 15 ] |

| Año  | Categoría                 | Trabajo nominado    | Resultado | Ref.   |
| ---- | ------------------------- | ------------------- | --------- | ------ |
| 2015 | Mejor actriz protagonista | Magical girl        | Ganadora  | [ 16 ] |
| 2017 | Mejor actriz protagonista | María (y los demás) | Nominada  | [ 17 ] |
| 2019 | Mejor actriz protagonista | Petra               | Nominada  | [ 18 ] |

| Año  | Categoría                         | Trabajo nominado                                        | Resultado | Ref.   |
| ---- | --------------------------------- | ------------------------------------------------------- | --------- | ------ |
| 2009 | Mejor actriz en película española | Los condenados                                          | Ganadora  | [ 19 ] |
| 2018 | Mejor actriz en película española | Petra La enfermedad del domingo El reino Todos lo saben | Ganadora  | [ 20 ] |

| Año  | Categoría                 | Trabajo nominado    | Resultado | Ref.   |
| ---- | ------------------------- | ------------------- | --------- | ------ |
| 2014 | Mejor actriz protagonista | Magical Girl        | Ganadora  | [ 21 ] |
| 2016 | Mejor actriz protagonista | María (y los demás) | Ganadora  | [ 22 ] |
| 2018 | Mejor actriz protagonista | Petra               | Nominada  | [ 23 ] |
| 2018 | Mejor actriz de reparto   | Todos lo saben      | Nominada  | [ 23 ] |

| Año  | Categoría                             | Trabajo nominado               | Resultado | Ref.   |
| ---- | ------------------------------------- | ------------------------------ | --------- | ------ |
| 2010 | Mejor actriz revelación               | La función por hacer           | Ganadora  | [ 24 ] |
| 2012 | Mejor actriz secundaria de televisión | Isabel                         | Nominada  | [ 25 ] |
| 2015 | Mejor actriz protagonista de teatro   | La clausura del amor           | Ganadora  | [ 26 ] |
| 2019 | Mejor actriz protagonista de cine     | La enfermedad del domingo      | Nominada  | [ 27 ] |
| 2019 | Mejor actriz protagonista de teatro   | El tratamiento                 | Nominada  | [ 27 ] |
| 2023 | Mejor actriz protagonista             | Los renglones torcidos de Dios | Nominada  | [ 28 ] |

| Año  | Categoría               | Trabajo nominado               | Resultado | Ref.   |
| ---- | ----------------------- | ------------------------------ | --------- | ------ |
| 2005 | Actriz revelación       | Obaba                          | Nominada  | [ 29 ] |
| 2014 | Mejor actriz            | Magical Girl                   | Ganadora  | [ 30 ] |
| 2014 | Mejor actriz secundaria | El Niño                        | Nominada  | [ 30 ] |
| 2018 | Mejor actriz            | Petra                          | Nominada  | [ 31 ] |
| 2018 | Mejor actriz secundaria | Todos lo saben                 | Nominada  | [ 31 ] |
| 2022 | Mejor actriz            | Los renglones torcidos de Dios | Nominada  | [ 32 ] |
| 2022 | Mejor actriz secundaria | El agua                        | Nominada  | [ 32 ] |

| Año  | Categoría            | Trabajo nominado               | Resultado | Ref.   |
| ---- | -------------------- | ------------------------------ | --------- | ------ |
| 2014 | Mejor actriz de cine | Magical Girl                   | Ganadora  | [ 33 ] |
| 2016 | Mejor actriz de cine | María (y los demás)            | Nominada  | [ 34 ] |
| 2018 | Mejor actriz de cine | La enfermedad del domingo      | Nominada  | [ 35 ] |
| 2022 | Mejor actriz de cine | Los renglones torcidos de Dios | Nominada  | [ 36 ] |

| Año  | Categoría                 | Trabajo nominado       | Resultado | Ref.   |
| ---- | ------------------------- | ---------------------- | --------- | ------ |
| 2017 | Mejor actriz protagonista | Una especie de familia | Nominada  | [ 37 ] |

| Año  | Categoría                 | Trabajo nominado               | Resultado | Ref. |
| ---- | ------------------------- | ------------------------------ | --------- | ---- |
| 2014 | Mejor actriz protagonista | Stella cadente                 | Nominada  |      |
| 2014 | Mejor actriz secundaria   | El Miño                        | Ganadora  |      |
| 2023 | Mejor actriz protagonista | Los renglones torcidos de Dios | Nominada  |      |

| Año  | Categoría                 | Trabajo nominado     | Resultado | Ref. |
| ---- | ------------------------- | -------------------- | --------- | ---- |
| 2011 | Mejor actriz protagonista | La función por hacer | Nominada  |      |
| 2012 | Mejor actriz protagonista | Veraneantes          | Ganadora  |      |
| 2016 | Mejor actriz protagonista | La clausura del amor | Nominada  |      |